# Gare de Fontenay-le-Fleury
Gare de Fontenay-le-Fleury vasútállomás Franciaországban, Fontenay-le-Fleury településen.

## Vasútvonalak
Az állomást az alábbi vasútvonalak érintik:
- Saint-Cyr-Surdon-vasútvonal

## Kapcsolódó állomások
A vasútállomáshoz az alábbi állomások vannak a legközelebb:
- Gare de Villepreux - Les Clayes (Gare de Dreux, Gare de Mantes-la-Jolie, Transilien N)
- Gare de Saint-Cyr (Paris Gare Montparnasse, Transilien N)